# NGC 2264
NGC 2264は、いっかくじゅう座の方角に約2300 光年離れた位置にある散開星団。イギリスの天文学者ウィリアム・ハーシェルが1784年1月18日に星団、1785年12月26日に星雲を発見した。散開星団は「クリスマスツリー星団 (Christmas Tree Cluster)」、星雲は「コーン星雲(Cone Nebula)」の通称で親しまれている。